# Dundalk (Ierland)
Dundalk (Iers: Dún Dealgan) is de hoofdstad van County Louth, in de republiek Ierland. Dundalk ligt aan de noordoostkant van het land, bij de grens van Noord-Ierland, tussen de twee grote steden Dublin en Belfast in.
Dundalk is met zijn 32.505 inwoners (in 2002) de op vijf na grootste stad van de republiek. Dundalk is tevens bekend als de geboorteplaats van alle vier leden van de populaire band The Corrs.

## Vervoer
Dundalk ligt aan de spoorlijn Dublin - Belfast. Vanaf het station rijdt ieder uur een trein naar Dublin, naar Belfast iedere twee uur.

## Geboren in Dundalk
- Liam Reilly (1955-2021), zanger
- Tommy Byrne (1958), Formule 1-coureur
- Jim Corr (1964), singer-songwriter (The Corrs) en activist
- Sharon Corr (1970), muzikante (The Corrs)
- Caroline Corr (1973), drumster  (The Corrs)
- Andrea Corr (1974), muzikante (The Corrs) en actrice